# Pueblo coreano
Los coreanos constituyen una de las etnias mayoritarias de Asia Oriental. La mayoría viven en la península de Corea y hablan el idioma coreano. La población de Corea es una de las más homogéneas del mundo, tanto a nivel étnico como lingüístico. 

## Cultura
Los coreanos, tanto en Corea del Sur como Corea del Norte, comparten muchos aspectos culturales pero las distinciones políticas entre ambos países han dado como resultado algunas diferencias regionales en la cultura de sur y norte. Si bien estas diferencias regionales existían antes de la división, se han acentuado con el pasar de los años. 

## Diáspora
En todo el mundo hay aproximadamente 82 millones de hablantes de coreano.

### Coreanos en Estados Unidos
Más de 2 millones de coreanos étnicos habitan en los Estados Unidos. La mayoría habita en las grandes ciudades, sobre todo en Nueva York, Los Ángeles, Chicago y Houston.

### Coreanos en China
La etnia coreana es una de las 56 reconocidas oficialmente por la República Popular China. Está considerada como una "minoría mayor". Habitan principalmente en el norte de la República Popular China, sobre todo en la Prefectura autónoma coreana de Yanbian, en la provincia de Jilin.

### Coreanos en la antigua Unión Soviética
Aproximadamente 450 000 coreanos residen en lo que alguna vez fue la Unión Soviética, sobre todo en los nuevos Estados independientes de Asia Central. Hay también importantes comunidades coreanas en el sur de Rusia (alrededor de la ciudad de Volgogrado), el Cáucaso y en el sur de Ucrania. 
El origen de esta comunidad está en los coreanos que habitaban en el extremo oriente de Rusia. En 1937, Stalin deportó a unos 200.000 coreanos a Kazajistán y Uzbekistán, oficialmente porque actuaban como espías de los japoneses [cita requerida]. Existe también un grupo de coreanos en Sajalín, isla en la que los coreanos estuvieron trabajando para los japoneses hasta que al finalizar la Segunda Guerra Mundial la isla pasó a manos soviéticas.
Como consecuencia de estos lazos étnicos, Corea del Sur es el segundo cliente de Uzbekistán, después de Rusia, y uno de los principales inversores en este país.